# Крикун Олексій Олексійович
Олексій Олексійович Крикун (26 вересня 1963, с. Маломихайлівка, Покровський район, Дніпропетровська область) — український правоохоронець; генерал-лейтенант міліції; Заслужений юрист України.

## Життєпис
Народився 26 вересня 1963 року в селі Маломихайлівка, Покровського району, Дніпропетровської області. У 1999 році закінчив Київську вищу школу МВС за спеціальністю правознавство.
У 1981—1983 рр. — строкова служба в Збройних силах.
У 1984-му — міліціонер взводу оперативного реагування ОБППСМ в місті Миколаїв, з 1985-му — командир взводу. Проходив службу на посадах оперуповноваженого, оперуповноваженого з особливо важливих справ, старшого оперуповноваженого з особливо Важливим справах ГУБОЗ МВС України.
У 1994 році був призначений помічником міністра внутрішніх справ України.
У 1995 році відряджений до Адміністрації Президента України на посаду заступника керівника контрольної служби.
У 1996 році обійняв посаду начальника Першого управління по боротьбі з контрабандою та порушеннями митних правил в Державному митному комітеті України.
У 1999 році призначений першим заступником керівника управління Адміністрації Президента України.
З 2003 року — начальник УМВС України в Дніпропетровській області.
У 2007 році — начальник ГУМВС України в Києві.
З 15 березня 2010 по листопад 2012 рр. — начальник Головного управління Міністерства внутрішніх справ у місті Києві.
З листопада 2012 по лютий 2014 рр. — очолював департамент громадської безпеки Міністерства внутрішніх справ України.
У лютому 2014 року виїхав до Москви.

## Нагороди та відзнаки
- Знаком «Почесний митник»
- Відзнака МВС України «Хрест Слави»
- Почесний знак МВС України
- Медаль «За сумлінну службу» ІІІ ступеня
- Знак пошани УМВС України в Дніпропетровській області